# ريكاردو موريتي (مجدف)
ريكاردو موريتي (بالإيطالية: Riccardo Moretti)‏ هو مجدف إيطالي، ولد في 22 سبتمبر 1967 في ساباوديا في إيطاليا.

## وصلات خارجية
- ريكاردو موريتي على موقع الاتحاد الدولي للتجديف (الإنجليزية)
- ريكاردو موريتي على موقع اللجنة الأولمبية الدولية (الإنجليزية)
- ريكاردو موريتي على موقع أوليمبيديا (الإنجليزية)